# Sivas

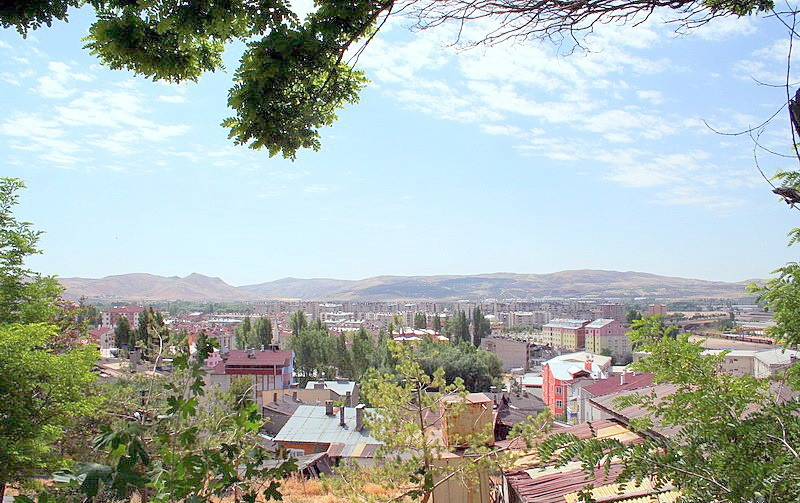
Vista de Sivas

Sivas (en grec: Σεβάστεια, en armeni: Սեբաստիա, en persa Sebhasd, en temps clàssics i medievals Sebaste, en àrab Siwas) és la capital de la província de Sivas a Turquia. Segons el cens de 2012 tenia 310.647 habitants.

## Toponímia
El nom de la ciutat prové de la seua forma en grec medieval Sivasteia, que es va formar des del nom en grec koiné Sebasteia (Σεβαστεία), que al seu torn prové de la paraula grega σεβαστός (sebast), que significa 'venerable'. El mot σέβας (sebas) significa 'temor', 'reverència', 'por', i el verb σέβομαι (sebome) vol dir 'sentir temor' o 'sentir escrúpols'. Sebastos va ser la traducció grega del títol d'august que empraven els emperadors romans.

## Geografia
Sivas es troba al vall del riu Kızılırmak, a una altitud de 1.275 metres sobre el nivell del mar.
El clima és continental càlid i sec a l'estiu (classificació climàtica de Köppen: Dsb), amb estius càlids i secs i hiverns freds i nevats. Els mesos més secs són juliol i agost i els més plujosos són abril i maig.

## Història
Sebaste (Σεβάστεια), fou una ciutat al sud-est del Pont, a la riba nord del riu Halis, entre el Pont i Capadòcia. Les excavacions a Topraktepe indiquen que s'hi van establir els hitites, però poc se sap de la història d'aquest lloc fins a l'arribada dels antics romans.
Ja existia quan Capadòcia va passar a ser regne client de Roma però el seu nom antic no s'ha conservat. Cap a 64 aC Pompeu el Gran hi va fundar la ciutat de Megalòpolis que després va passar a dir-se Sebaste en honor de l'emperador August, ja que Σεβάστεια és la forma femenina de la traducció grega d'August. El nom de Sivas és la forma turca derivada de Sebasteia. Sota Dioclecià fou capital de l'Armènia Menor a la província d'Armènia. El 387 fou inclosa en la província de Capadòcia.
Sota els romans d'Orient és esmentada com una ciutat important de Capadòcia. El 575 va acabar la treva entre Pèrsia i l'Imperi Romà d'Orient i es va reprendre la guerra. El mateix rei persa Còsroes I va assumir la direcció de les operacions a Armènia i va travessar el país i va arribar fins a Capadòcia, on va incendiar Sebaste. A aquesta ciutat va marxar un exèrcit romà d'Orient i el rei es va retirar cap a Melitene on fou severament derrotat per Justinià, i després de saquejar Melitene mentre fugien, el seu exèrcit va patir més grans pèrdues mentre travessaven l'Eufrates sota atac romà.
El 625 Heracli va atacar Armènia i després va passar a Adana a la Cilícia i va tornar a Sebaste per passar altra vegada l'hivern al Pont, a la regió de Trebisonda.
El 978 Bardes Escler va derrotar a Amòrion Bardes Focas, enviat contra ell. Bardes es va retirar al tema de Carsiànon, i després a Sebaste, on va demanar ajuda al curopalata de Klardjètia David, gràcies al qual Bardes Focas va aplanar Escler en la batalla de Pancàlia el 24 de març del 979.

### Regne de Sebaste

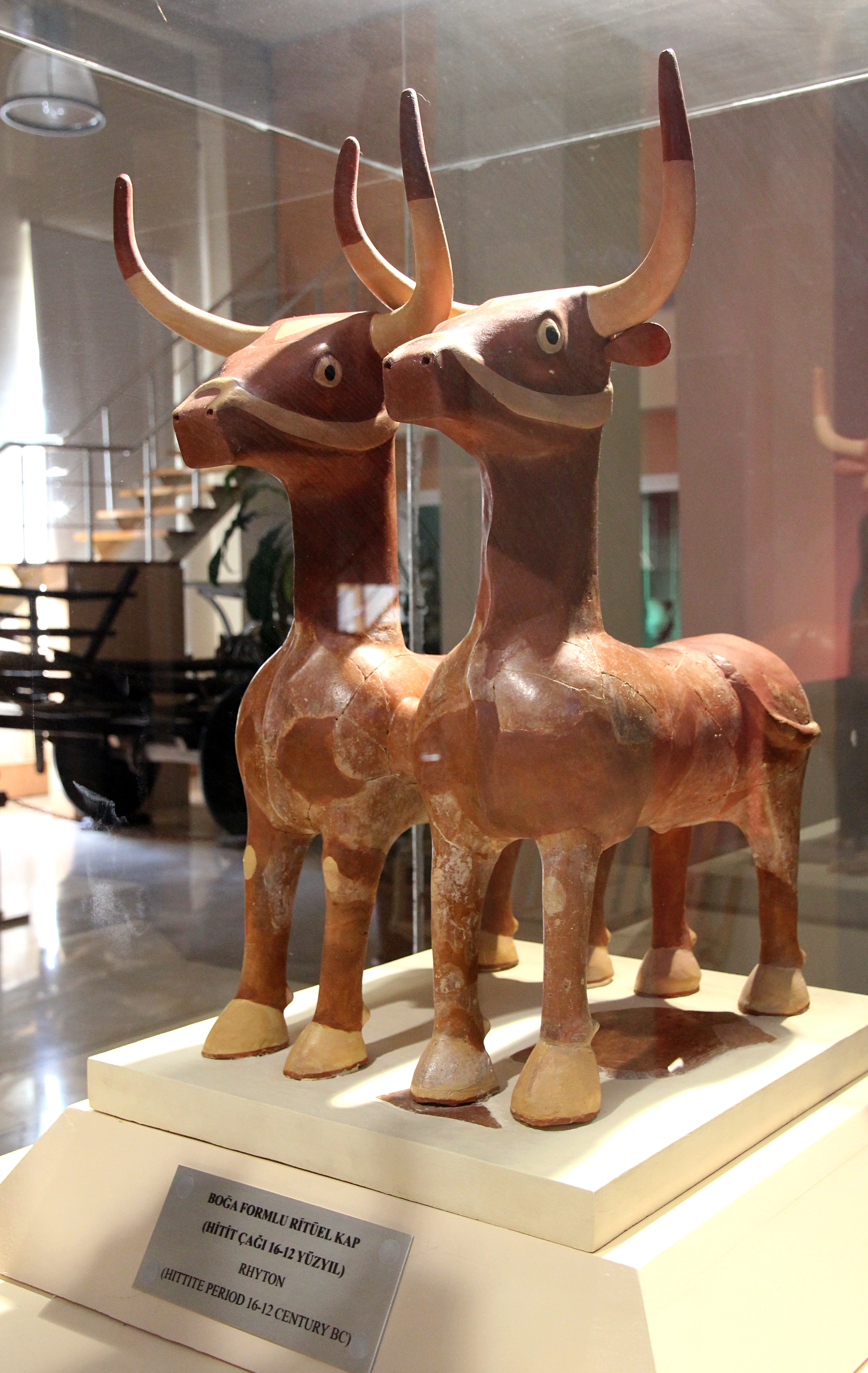
Peces hitites al Museu Arqueològic de Sivas

El Regne de Sebaste fou un estat de l'Àsia Menor, sorgit el 1022 i que va durar fins al 1081. Fou creat per l'emperador romà d'Orient per donar a Senaquirim-Joan Arzeruni, rei de Baspracània, a canvi de la cessió del seu regne.
El rei Senaquirim-Joan de Baspracània va cedir el seu regne a l'emperador Basili II pel tractat de Trebisonda, i va rebre a canvi la dignitat de mestre i el tema de Sebaste fins a l'Eufrates, amb les ciutats de Sebaste, Larissa i Abara (a la regió de Sargarausene).
A la mort de Senaquirim (1026) el va succeir el seu fill gran David, que va governar amb l'ajut dels seus germans Atom i Abuixal. Va morir encara jove el 1037 i el va succeir el seu germà Atom, que va fer construir moltes esglésies. El 1041 un servidor d'Atom i d'Abuixal va denunciar un suposat pla de revolta contra l'imperi. Miquel IV, emperador romà d'Orient, va enviar al regne 15.000 soldats sota el comandament del cap de la guàrdia varega, amb l'encàrrec de detenir Atom i el seu germà. El general Xahpuh va proposar resistir però els sobirans van preferir anar voluntàriament a Constantinoble. Finalment l'emperador va fer executar el servidor i els va mantenir el regne.
Vers el 1048 el patriarca Petros fou cridat a la cort romana d'Orient. Va romandre allí més de tres anys, i fou ben tractat, però no se'l va deixar tornar per por que no aixequés Ani. Finalment vers el 1052 el patriarca va poder anar a Sebaste, on va morir dos anys després (1054). Va tenir com successor el seu nebot Khatxik II que ja exercia interinament el càrrec.
El nou patriarca també va ser cridat a Constantinoble i també hi fou retingut. Finalment el 1057 se'l va permetre d'establir-se a les possessions d'Atom al tema (regió d'Elbistan). Hi morí el 1060 i el patriarcat va romandre cinc anys vacant per maniobres polítiques imperials.
El 1059 bandes turques van aparèixer al regne, dirigides per Samukh, i van avançar sense resistència cap a Sebaste. Atom i el seu germà Abuixal van fugir a Gabadonia (en armeni Khavataneq, i avui Develi). El 4 de juliol de 1059 Sebaste va quedar assetjada i, quan els turcmans es van adonar que no hi havia cap guarnició, fou conquerida i saquejada, però després abandonada. Les ràtzies de turcmans van continuar en anys següents.
A la regió va arribar un cos romà d'Orient dirigit pel mercenari normand Hervé, conegut com a Francopulos. Es va establir al districte de Thelkhum, amb el duc romà d'Orient d'Edessa, Davatanos (o Tavatanos). Assabentats que l'emir del Diyarbakir (Amida), el marwànida Said al-Dawla, havia estat enverinat, Davatanos va decidir atacar Amida, però els habitants van subornar Hervé que es va abstenir de participar en l'atac. Davatanos va morir a la lluita. Hervé es va trobar més tard amb els destacaments turcs que havien saquejat Thelkhum dirigits per un tal Iússuf, els va derrotar completament, i va alliberar els captius.
Vers 1066 l'emperador va cridar els prínceps a la cort. Els dos prínceps, temorosos del que pogués passar, van fugir al Bòsfor i van cridar a la mediació de l'exrei Gaguik II d'Armènia, al que reconeixien com al seu sobirà superior i amb el qual estaven emparentats, ja que la neboda d'Atom (filla de son germà David) s'havia casat amb un nebot del rei. Després de la medicació els tres van poder tornar al regne de Sebaste.
Gaguik des de la tornada a l'Àsia Menor va voler entrevistar-se amb Alp Arslan, tot cercant el restabliment de la independència armènia però no va reeixir.
El governador selèucida del sud-oest d'Armènia, anomenat el Khorasan-salar, va iniciar (1066-1067) la conquesta de les regions de la vora de Sebaste. Va ocupar Thelkhum, va atacar Severak (on fou rebutjat) i altres algunes a la regió d'Edessa. El 1067 fou saquejada Cesarea de Capadòcia.
El 1068 va arribar al tron de Constantinoble Romà Diògenes que va iniciar una ofensiva. Va arribar a Cilícia, va ocupar Menbidj a Síria i va establir una guarnició a Artah, a l'est d'Antioquia de l'Orontes, però per la part nord d'Anatòlia els turcs saquejaven Neocesarea i Amòrion. Romà IV va entrar a Capadòcia i en va expulsar a les bandes turques el 1069, però el seu lloctinent Filàret Bracami fou derrotat a Melitene i altres bandes van entrar a la regió i van saquejar Iconi.
El 1070 un cunyat d'Alp Arslan, de nom Arisiaghi, es va barallar amb el soldà i va passar al territori romà d'Orient i va arribar a Sebaste. Alp Arslan va demanar l'extradició a l'imperi, però l'emperador va posar a Arisaghi sota la seva protecció. Això va provocar la guerra. Poc després Alp Arslan va ocupar Malazgird i Ardjesh; després va ocupar Thelkhum i Ariudzathil, i finalment, amb l'ajut d'Abul Uswar de Dvin, va atacar Edessa el 10 de març de 1071. Basili, el seu defensor (un búlgar o un armeni, no és segur) va resistir heroicament.
L'emperador va contraatacar. Va passar per Sebaste, on va rebre salutacions d'Atom i Abuixal, però per foscos motius va desposseir els dos prínceps i va castigar la ciutat; després l'emperador se’n va penedir i va restaurar els prínceps; va anar a Teodosiòpolis i aviat es van iniciar les operacions prèvies de la batalla de Mantziciert, a Akhlat i altres llocs (estiu del 1071). Entre el 19 i el 25 d'agost del 1071 es va lliurar la batalla de Mantziciert en la qual els romans d'Orient van patir una derrota total. Encara que es va fer un tractat que establia una frontera similar a la que ja existia de facto, a la pràctica en els següents anys els seljúcides es van estendre per Anatòlia. Cesarea de Capadòcia fou ocupada el 1073.
El 1081 els prínceps Atom i Abuixal foren assassinats pels romans d'Orient i els seus dominis reincorporats a l'imperi, per poc temps, ja que al cap de poc més d'un any foren ocupats pels seljúcides (1083).

### Danixmendites

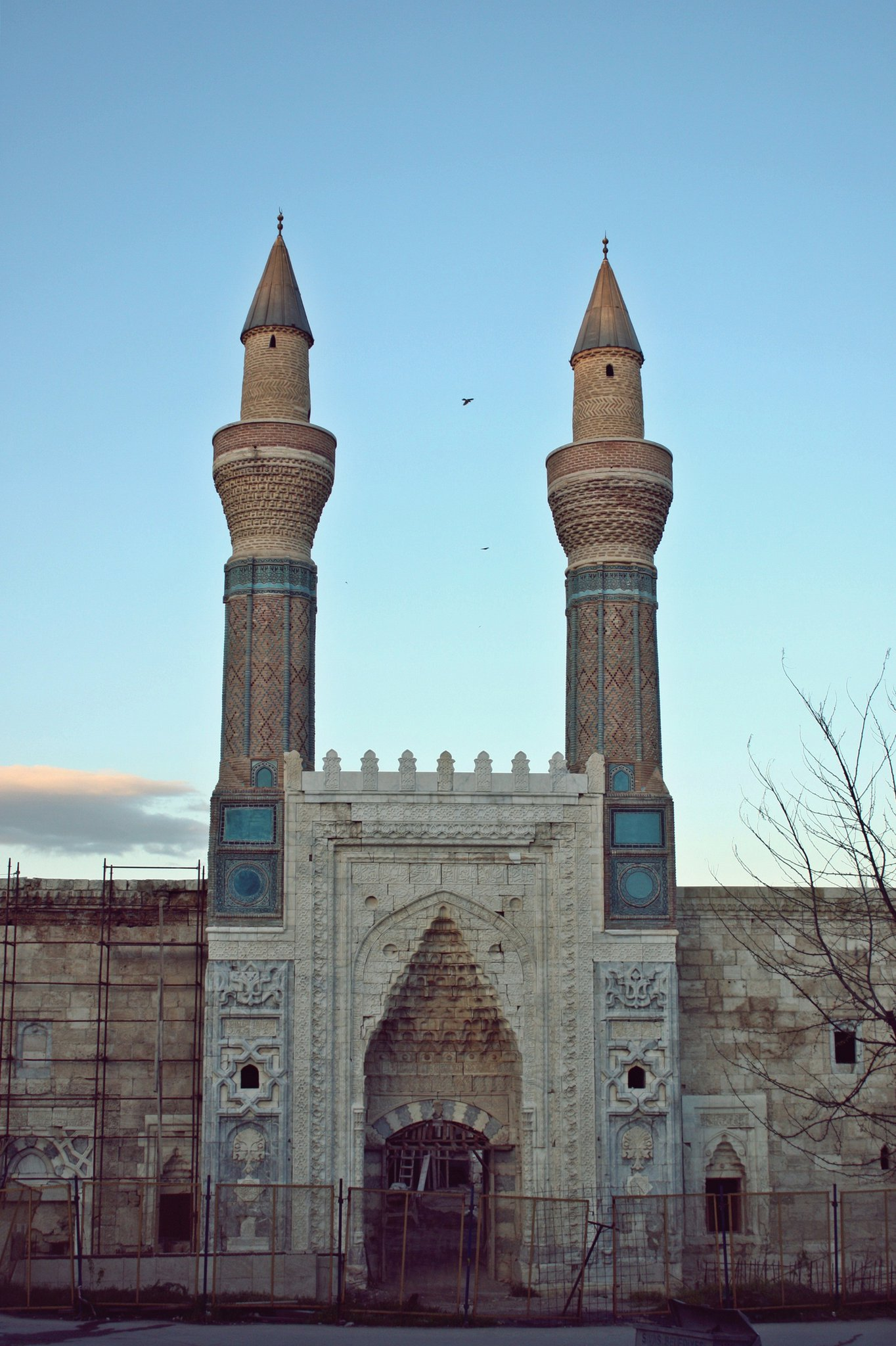
El Gök Medrese, una madrassa construïda al

Sebaste va esdevenir el centre dels turcs dirigits per Danixmend Ghazi que es van establir probablement a Anatòlia després de la batalla de Mantziciert; es produïa llavors la lluita entre Alp Arslan i Sulayman I ibn Kutalmish (revoltat a les muntanyes del Taure) per la successió del sultanat; quan el rebel va morir a Antioquia de l'Orontes en una batalla contra Tútuix el 1086, el seu fill Kilidj Arslan, que era jove fou enviat presoner a Síria per a ser entregat com a ostatge al sultà Màlik-Xah I que havia ocupat la regió poc abans. La lluita pel poder a la zona va afavorir a Danixmend que es va imposar com a senyor de la regió. La seva primera capital fou Amasya. El 1096/1097 durant l'expedició de Kilidj Arslan I a Malatya (Melitene) és esmentat per primer cop quan va fer de mediador entre el sultà i el senyor de Melitene, l'armeni Gabriel, i va arranjar la pau; la campanya es va aturar després de la conquesta de Nicea pels croats el 1097 i llavors és esmentat també durant la primera croada quan va participar en la lluita contra els cristians vinguts a l'Àsia Menor junt amb altres amirs o beis (begs) d'Anatòlia; en aquest moment ja governava Sebaste (Sivas), la vall de l'Iris amb Tokat (Eudòxies), Komana, Amasya, Neocesarea (on residia) i Gangra; dominava la via entre Cesarea i Ankara i les ciutats de la costa de la mar Negra li pagaven tribut, arribant a fer incursions a Geòrgia i Armènia. Els danixmèndites van dominar la ciutat els anys següents. L'emir Muhammad va morir el 1142 a Cesarea (Kayseri) i el seu germà Yaghibasan, governador de Sivas (Sebaste) es va proclamar malik, en perjudici del seu nebot Dhu l-Nun; Yaghibasan es va casar amb la vídua de Muhammad i va usurpar el poder però Dhu l-Nun prengué el control a Kayseri, i Ayn al-Din Gumushtegin, germà de Yaghibasan, va dominar Elbistan i després Malatya. Yaghibasan va morir el 1164, i es van iniciar noves lluites successòries de les quals Izz al-Din Kilidj Arslan II es va aprofitar; la vídua de Yaghibasan es va casar amb un nebot de Dhu l-Nun, Ismail ibn Ibrahim, de 16 anys, que fou proclamat emir i es va aliar a Kilidj Arslan II, però aquest aviat s'hi va enemistar i va envair l'emirat. El 1172 una revolució de palau va causar la mort d'Ismail i la seva muller i va portar al tron a Dhu l-Nun, que fou cridat a Sivas (la seva capital era Kayseri). L'entesa amb Kilidj no fou duradora i la guerra es va reprendre. Dhu l-Nun va demanar ajut al seu sogre Nur al-Din Mahmud, atabeg de Damasc i emir zengita de Mossul, que va forçar la retirada de Kilidj Arslan II. Nur al-Din Mahmud es va retirar deixant una guarnició de suport a Sivas; però mort Nur al-Din el 1174, Rum va ocupar Sivas, la vall de l'Iris (amb Tokat i Komana) i finalment Amasya, anant a assetjar el darrer reducte, Neocesarea. Dhu l-Nun va demanar ajut a Manuel I Comnè de Bizanci però la columna grega de socors fou derrotada i Neocesarea fou ocupada pels seljúcides i Dhu l-Nun empresonat (va morir presoner algun temps després). Així Sivas va esdevenir possessió de Rum i fou una de les residències reials junt amb Konya. S'hi van construir dues ciutadelles; la mesquita Ulu Djami (encara existent) probablement ja existia sota els danixmendites, però el minaret fou segurament obra dels seljúcides. També d'època seljúcida són algunes madrasses, la més antiga construïda com hospital el 1217 i les altres vers 1271 quan els sultans eren vassalls dels il-kànides (una d'elles és avui dia el Museu de Sivas).

### Edat mitjana

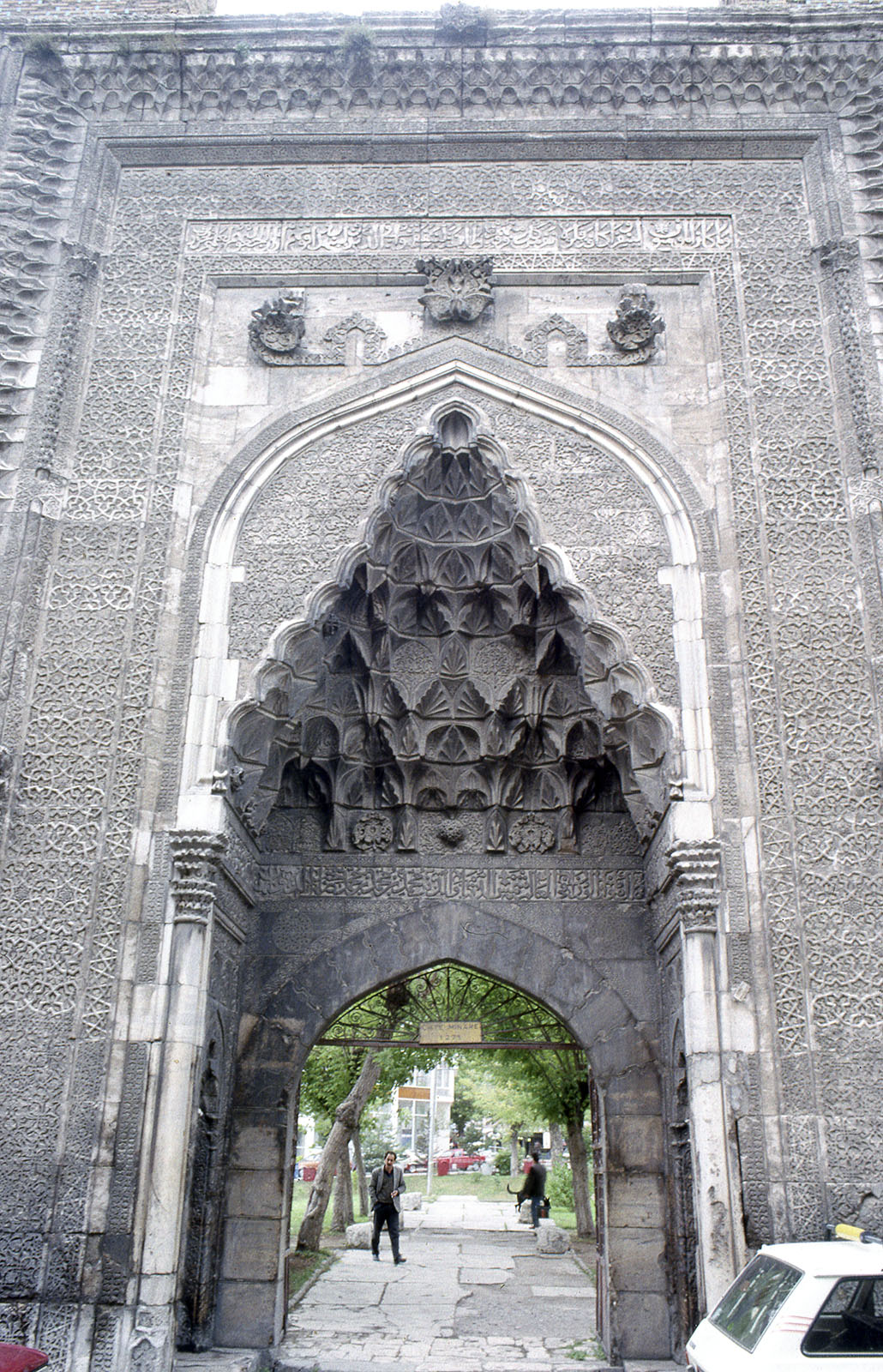
Façana seljúcida del Çifte Minare

La ciutat fou un centre de caravanes cap a la mar Negre i a l'est cap a l'Azerbaidjan i oest cap a Constantinoble. El 1300 els genovesos, que ja hi tenien notari, van establir-hi un cònsol. Alguns ponts travessaven el Kızılırmak dels que tres encara es conserven; els kans de la ruta són fundacions del període seljúcida. Amb l'enfonsament dels il-kànides va agafar el control com a sobirà local a la zona l'emir Ala al-Din Eretna, mort el 1353 i que tenia capital a Sivas i va fundar una dinastia; més tard el cadi Burhan al-Din Ahmad (exvisir i naib del net d'Eretna) hi va governar; entremig va visitar la ciutat Ibn Battuta que descriu com la més gran de les ciutats possessió dels il-kànides d'Anatòlia. Els akhis locals eren poderosos i haurien tingut un paper clau en la successió d'Eretna. La ciutat va ser afectada més d'una vegada per les lluites, però sempre es va recuperar.
El 1398 el cadi Burhan al-Din va morir en combat contra Baiazet I que va ocupar Sivas. Llavors fou l'objectiu de Tamerlà al que es va haver de rendir el 1400 i la guarnició i la població foren massacrades i les fortificacions desmantellades. El 1408 ja tornava a estar en mans dels otomans, però la ciutat restava en part en ruïnes encara el 1455 en un cens (tahrir) fet pel govern turc; llavors tenia 560 contribuents mascles musulmans i 346 no musulmans el que donaria una població total d'unes tres mil persones; algunes zawiyes actives van ser el nucli de la reconstrucció. Al començament del segle xvi, en esclatar la guerra entre l'Imperi Otomà i el xa safàvida de Pèrsia Ismail I, centenars de simpatitzants (reals o suposats) dels xiïtes a la ciutat foren massacrats. El 1526/1527, sota Solimà I el Magnífic, es va revoltar la zona rural al voltant de la ciutat i hi va haver alguns altres moments d'agitació al llarg del segle. El 1600 el cap dels djalalis, Kayrayazidji, va assolar la rodalia.
Durant el domini otomà, Sivas fou el centre o capital de l'eyalat de Rum del que formaven el nucli principal els sandjaks de Sivas-Tokat, Niksar, Çorum, Amasya, Samsun i Karahisar-i Sharki (sandjaks anomenats com a Rum-i kadim) amb un segon grup (Rum-i hadith) amb Divrigi, Kemakh, Bayburd i Malatya. El 1574/1575 un cens (tahrir) esmentava 3.386 contribuents (1.987 cristians) el que suposaria uns 15.000 habitants, en tot cas sempre per 
sota els vint mil. En aquest temps tenia un mercat cobert i nombroses mesquites.

### Edat moderna
Al segle xvii fou visitada per Katib Çelebi i Evliya Çelebi; el primer la descriu com capital del wilayat de Rum, que comprèn Amasya, Bozok, Djanik, Çorum, Diwrigi i Arabgir; Evliya pel seu costat descriu la ciutat en dues parts i assenyala que alguns sectors estaven en ruïnes suposadament des de temps de Tamerlà; també diu que es parlava turc i kurd i que es cultivaven cereals, però les fruites no maduraven a causa del fred excessiu. Com a viatgers occidentals l'armeni Simeó de Polònia (1608-1619) i l'arxidiaca Pau d'Alep que acompanyava el patriarca Macari a la meitat del segle xvii; el primer es refereix als armenis que havien baixat de 600 llars a 200 en els darrers anys i que algunes poblacions de la rodalia havien estat abandonades (segurament per la revolta dels djalalis); Pau d'Alep diu que els cristians eren pocs, però esmenta una nova església dedicada a Sant Jordi construïda durant el regnat de Murat IV.
Al segle xviii, Domenico Sestini va anar a Sivas i es va trobar al mig d'una revolta per les excessives taxes que demanava el mutesellim local; diu que tenia uns 15.000 habitants. Al segle xix els viatgers europeus foren nombrosos. Fontanier diu que segons un registre tindria uns 40.000 habitants (8.000 llars) dels quals tres mil armenis. Andreas Mordtmann el Vell hi va estar a la meitat del segle i suposa que tenia uns 50.000 habitants. Al final del segle v. Cuinet i Shams al-Din Sami van aportar moltes dades; el vilayat de Sivas era llavors molt més petit que al segle xvi i el formaven els sandjaks de Sivas (merkez = centre), Tokat, Amasya i Karahisar-i Sharki (moderna Sebinkarahisar) sent la població de la ciutat de 43.000 persones dels que 32.500 eren musulmans.

### Seglexxi actualitat

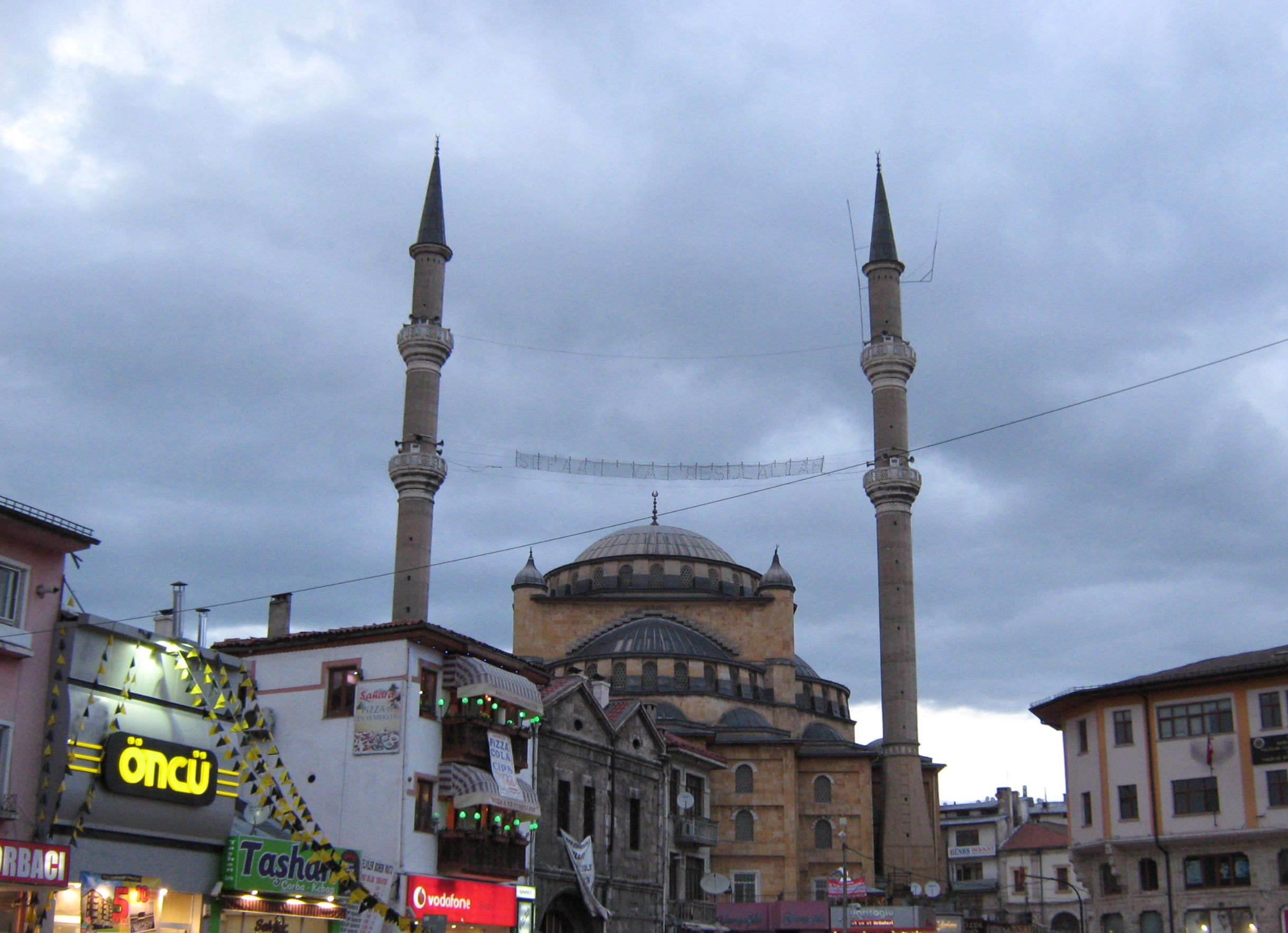
Mesquita del Paixa, al bulevard d'Atatürk

El 1913 es va portar a terme una campanya de boicot al comerç dels cristians iniciada pel valí Ahmed Muammer Bey. L'abril/maig de 1914 el basar de Sivas fou incendiat. El 5 de juliol de 1915 la població armènia de Sivas fou deportada o massacrada. Al final de la guerra es va fer a Sivas el congrés dels kemalistes (Heyet-i Temiliye) del 4 a l'11 de setembre de 1919. El congrés de Sivas és considerat decisiu per la formació de la república turca i fou allí que la posició de Mustafà Kemal com a president del comitè executiu de la resistència nacional fou confirmada.
Sivas apareix a la cara del darrere dels bitllets de 500 lires de 1927-1939. El 2 de juliol de 1993, 37 participants en un festival cultural i literari dels alevites van morir quan els manifestants radicals en contra de la presència del famós escriptor tàtar i activista democrata (traductor del llibre Versicles Satànics de Salman Rushdie) Aziz Nesin (uns 15.000) van calar foc a l'hotel Madimak on es feia la reunió; el govern turc va haver de prendre mesures contra el fanatisme religiós i l'islam militant. El 2006 l'Institut Cultural Pir Sultan Abdal va proposar convertir l'antic hotel en museu per commemorar la tragèdia coneguda com la «Massacre de Sivas».

## Economia
La ciutat és un centre important de comerç i una ciutat industrial, tot i que l'economia s'ha basat tradicionalment en l'agricultura. Els tallers de reparació de ferrocarrils i una pròspera indústria manufacturera de catifes, maons, ciment i teixits de cotó i llana formen els pilars bàsics de l'economia de la ciutat. La regió circumdant és una zona productora de cereals, amb grans dipòsits de mineral de ferro que es treballen a la ciutat de Divriği, a la província de Sivas.
Sivas també és un centre de comunicacions per a les rutes comercials nord-sud i est-oest cap a l'Iraq i l'Iran, respectivament. Amb el desenvolupament dels ferrocarrils, la ciutat va guanyar importància econòmica com a cruïlla d'importants línies de tren que uneixen les ciutats d'Ankara, Kayseri, Samsun i Erzurum.

## Monuments i llocs d'interés

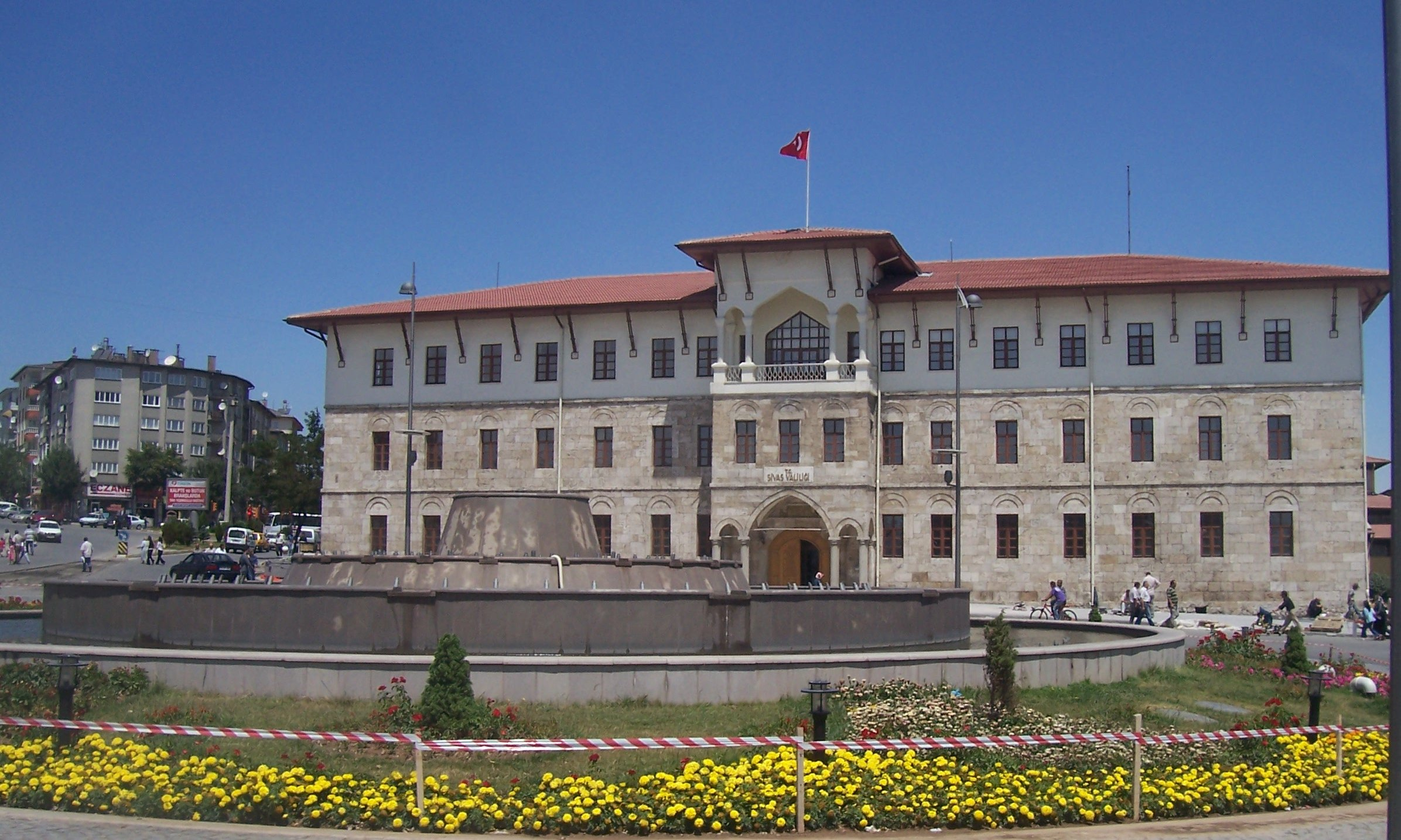
El Palau del Governador, a la plaça Hükümet

- Şifaiye Medrese. Madrassa construïda l'any 1217. Va ser encarregada i projectada pel sultan seljúcida Kaykaus I i té característiques arquitectòniques seljúcides.
- Çifte Minare. Madrassa construïda el 1271.
- Gök Medrese, també coneguda com a Sahibiye Medresesi. Madrassa del segle xiii.
- Kurşunlu Hamamı. Banys otomans construïts el 1576.
- Behrampaşa Hanı. Caravanserrall construïda el 1573 on destaca la decoració amb lleons al voltant de les finestres.
- Plaça Hükümet (Hükümet Meydanı). Part moderna de la ciutat, on es troben diversos hotels i restaurants.
- Museu d'Etnografia i del Congrés d'Atatürk (Atatürk Kongre ve Etnografya Müzesi). Museu dedicat a l'herència otomana de Sivas i al Congrés de Sivas de 1919.
- Museu Arqueològic de Sivas (Sivas Arkeoloji Müzesi). Un dels museus arqueològics més destacats d'Anatòlia central, alberga objectes de tots els períodes des de l'Edat del Bronze.

## Personatges destacats
- Blai de Sebaste (segle III-IV), metge i bisbe, conegut com a Sant Blai.
- Pir Sultan Abdal (1480–1550), poeta aleví.
- Mequitar (1676-1749), nascut com a Petros Manuk o Manouk Petrosian, monjo de l'Església Catòlica Armènia, teòleg i erudit, que fundà l'Orde Mequitarista.
- Daniel Varujan (1884-1915), nascut com a Daniel Tchboukkarian, un poeta armeni de principis del segle xx que fou deportat i assassinat pel govern de Turquia durant el genocidi armeni.
- Refik Koraltan (1889-1974), polític turc que ocupa el càrrec de president de la Gran Assemblea Nacional de Turquia (TBMM)
- Haroutiun Galentz (1910-1967), pintor armeni.
- Turgut Demirağ (1921-1987), director i productor de cinema.
- Mustafa Balel (1945-), escriptor i traductor.
- Emel Sayın (1945-), actriu i cantant de música tradicional turca.
- İsmet Yılmaz (1961-), polític turc, Ministre d'Educació és un enginyer mecànic, consultor legal, funcionari i polític turc. Actualment ocupa el càrrec de Ministre de Defensa i d'Educació de Turquia.
- Gülkız Tulay (1962-), jugadora d'escacs, primera presidenta de la Federació d'Escacs de Turquia.
- Cem Yılmaz (1973-), actor, comediant, director, productor i guionista.
- Taha Akgül (1990-), lluitador i campió olímpic.

## Agermanaments
Sivas està agermanada amb les següents ciutats:
- Grozni, Rússia
- Gradačac, Bòsnia i Herzegovina
- Adama, Etiòpia
- Bakú, Azerbaidjan
- Medina, Aràbia Saudí
- Alacant, País Valencià
- Clarmont d'Alvèrnia, França[15]